# Maria Eis

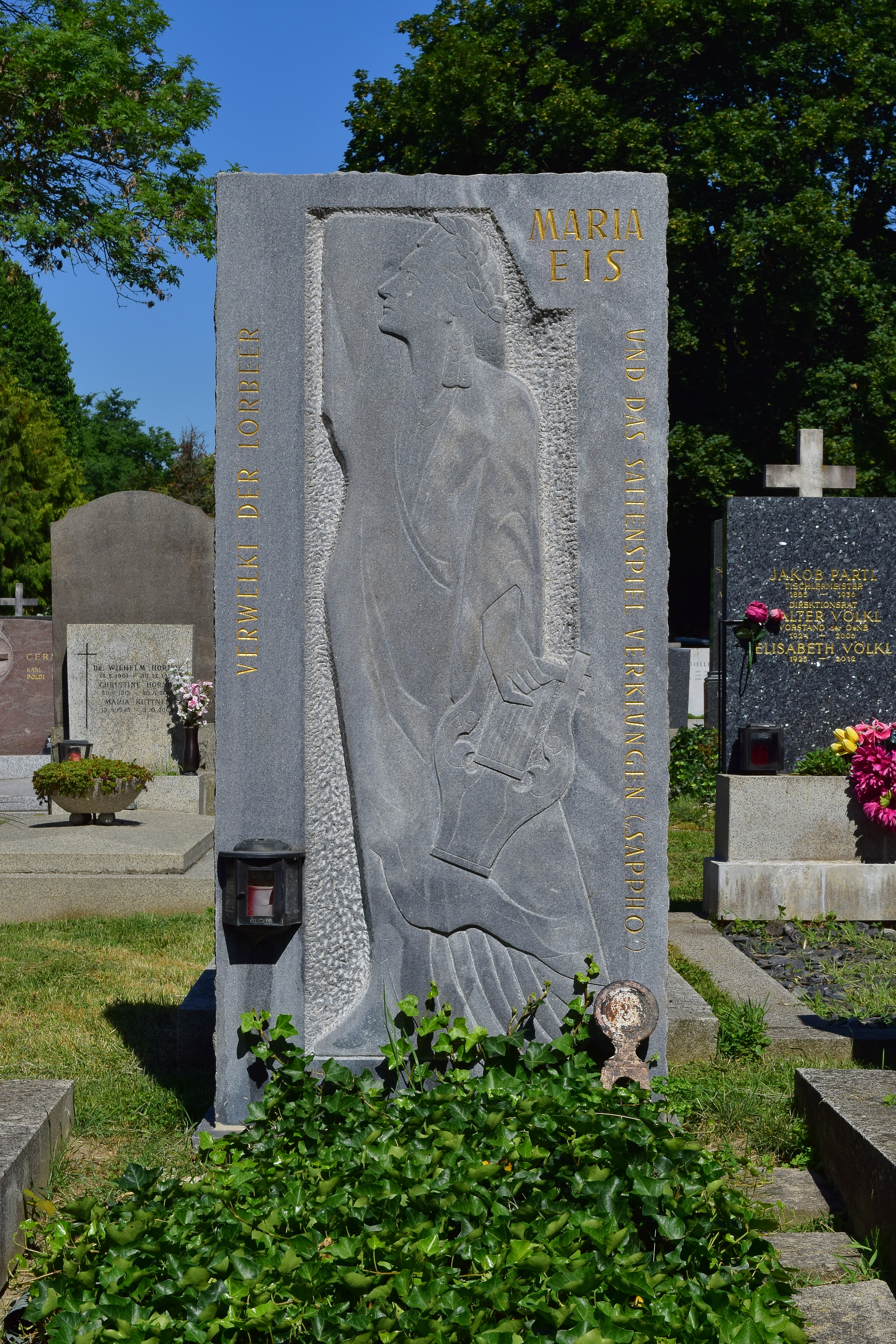
Gravvård på Zentralfriedhof Wien

Maria Eis, född 22 februari 1896 i Prag, död 18 december 1958 i Wien, var en österrikisk skådespelare och journalist.
Efter skolan fick hon undervisning i skådespel av regissören M. Wolff. Hon fortsatte utbildningen mellan 1916 och 1917 vid akademin för musik och scenkonst. Samtidig var Eis anställd vid Prager Tageblatt som journalist. Mellan 1918 och 1923 fick hon anställningar i Wien vid Neue Wiener Bühne, Renaissancebühne och Kammerspiele. Eis flyttade till Hamburg och fick där roller vid Thaliatheater och Deutsches Schauspielhaus. Från och med 1932 var hon åter i Wien vid Burgtheater. Där var hon en framstående karaktärsskådespelare och hon medverkade i flera tragedier. Efter 1935 var Eis även filmskådespelare.
En gränd i Wien bär sedan 1960 hennes namn.